# Coupe Spengler 1979
Navigation
Édition précédente Édition suivante
La Coupe Spengler 1979 est la 53e édition de la Coupe Spengler. Elle se déroule en décembre 1979 à Davos, en Suisse.

## Règlement du tournoi
Les équipes sont regroupés au sein d'un seul groupe. Les équipes jouent un match contre chacune des autres équipes. Le premier de la poule est déclaré vainqueur de la Coupe Spengler.

## Résultats des matchs et classement
| Clt   | Équipe                | PJ | V | D | N | BP | BC | Pts |
| ----- | --------------------- | -- | - | - | - | -- | -- | --- |
| +001, | Krylia Sovetov Moscou | 4  | 3 | 0 | 1 | 21 | 7  | 7   |
| +002, | Düsseldorf EG         | 4  | 3 | 0 | 1 | 26 | 17 | 7   |
| +003, | Dukla Jihlava         | 4  | 2 | 2 | 0 | 21 | 12 | 4   |
| +004, | AIK IF                | 4  | 1 | 3 | 0 | 10 | 13 | 2   |
| +005, | Suisse                | 4  | 0 | 4 | 0 | 11 | 30 | 0   |

- Vainqueur de la compétition